# Chaszczak aldabrański
Chaszczak aldabrański (Nesillas aldabrana) – wymarły gatunek ptaka z rodziny trzciniaków (Acrocephalidae).

## Występowanie
Gatunek ten występował endemicznie na wąskim pasie ziemi (0,1 km²) w północno-zachodniej części atolu Aldabra należącego do Republiki Seszeli. Na pozostałym obszarze atolu (o powierzchni 154 km²) nigdy nie stwierdzono obecności chaszczaka aldabrańskiego. Środowiskiem naturalnym tego gatunku był gęsty, kilkumetrowy busz na kamienistym podłożu, obfitujący w Pandanus tectorius, drzewo z rodziny pandanowatych.
Chaszczak aldabrański został odkryty w 1967 roku, a opisany w 1968 na podstawie samca, samicy i gniazda z trzema jajami. Od tego czasu aż do 1975 roku, kiedy Robert Prys-Jones z Muzeum Historii Naturalnej w Londynie zaobrączkował i sfotografował 6 okazów, nie dokonano żadnych obserwacji. Po 1977 roku widziano jedynie pojedyncze osobniki – ostatni raz w 1983 pomimo intensywnych poszukiwań w 1986 i w latach 2003–2004. IUCN oficjalnie uznała chaszczaka aldabrańskiego za wymarłego w roku 1994. Za najbardziej prawdopodobną przyczynę jego wyginięcia uważa się częste niszczenie ptasich gniazd przez szczury śniade i koty, introdukowane na wyspę wiele lat wcześniej.

## Cechy gatunku
Chaszczak aldabrański był podobny do innych gatunków z rodzaju Nesillas, jednak ze stosunkowo długimi skrzydłami i nogami oraz wyraźnie dłuższym dziobem i ogonem. Ubarwienie ptaka dorosłego brązowawe (wygląd osobników juwenilnych nieznany, gdyż nigdy nie zostało odkryte gniazdo z młodymi).

### Wymiary średnie
- długość ciała: 18–20 cm
- długość skrzydła: 6,3–7 cm
- długość ogona: 8,5–9,1 cm
- długość dzioba: 1,8–2 cm
- masa ciała: 18–19,4 g

## Pożywienie
Chaszczak aldabrański był ptakiem owadożernym. Owady i pająki przeważnie znajdował w dolnych partiach buszu lub w liściach na ziemi.

## Lęgi
Bardzo ograniczone informacje sugerują, że okres lęgowy rozpoczynał się wraz z porą deszczową (październik/listopad) i trwał do przełomu stycznia i lutego. Pierzenie odbywało się od końca stycznia do kwietnia. Brak precyzyjnych danych na temat długości życia (szczątkowe informacje wskazują, że co najmniej 9 lat, gdyż jeden osobnik został zaobrączkowany w 1974 roku i schwytany ponownie w 1983).

## Zachowanie
Chaszczak aldabrański większość czasu spędzał w gęstych zaroślach, przez co zaobserwowanie osobnika bez użycia nagrań głosowych było bardzo trudne. Samiec dał się łatwo zauważyć jedynie wtedy, gdy śpiewał, siedząc na wystającej gałęzi. Gatunek ten prowadził osiadły tryb życia.